# Maurits De Schrijver
Maurits ("Maurice") De Schrijver (Aalst, 26 juni 1951) is een gewezen Belgische voetballer. Hij speelde meer dan 10 seizoenen voor Sporting Lokeren en werd ook vier keer geselecteerd voor de Rode Duivels.

## Carrière
Maurits De Schrijver speelde als middenvelder bij Eendracht Aalst, dat toen in de derde klasse uitkwam. Hij werd er midden jaren 70 ontdekt door eersteklasser Sporting Lokeren. Hij kwam er terecht in het team van trainer Ladislav Novák. De Schrijver werd eerst uitgespeeld als middenvelder, maar later omgeschoold tot verdediger. Als linksachter groeide hij uit een vaste waarde bij Lokeren.Hij speelde 295 wedstrijden en scoorde zeven keer in de hoogste klasse.
In het seizoen 1980/81 stegen de blonde verdediger en zijn ploegmaats boven zichzelf uit. Onder leiding van Urbain Haesaert en diens assistent Jozef Vacenovsky werd Lokeren toen vicekampioen. In de Beker van België verloor Lokeren de finale van Standard Luik en in de UEFA Cup haalde de Oost-Vlaamse club de kwartfinale. Het schakelde toen onder meer Real Sociedad en AZ uit. De Waaslanders behoorden even tot de subtop van België, maar zakten na enkele jaren terug naar de middenmoot.

### Beenbreuk
Op 27 februari 1983 nam Lokeren het voor de beker op tegen RWDM. In die wedstrijd trok De Schrijver op de linkerflank naar voren, toen hij de bikkelharde verdediger Michel De Wolf tegenkwam. De Wolf zette een gevaarlijke tackle in en brak het been van De Schrijver. De gecompliceerde beenbreuk hield de toenmalige international meer dan 8 maanden van de Belgische voetbalvelden. Door een geïrriteerde zenuw bleef hij nadien nog eens 12 maanden onbeschikbaar. Pas op het einde van het seizoen 1984/85 maakte hij zijn wederoptreden voor Lokeren. De toen 34-jarige verdediger haalde nadien nooit nog zijn beste niveau.

## Nationale ploeg
De Schrijver werd in 1977 opgenomen in de nationale jeugdploeg die als gastland mocht deelnemen aan het EK -19. België won het EK toen na een 2-1 zege tegen Bulgarije in de finale.
In 1981 werd De Schrijver door bondscoach Guy Thys voor de eerste keer opgeroepen voor de Rode Duivels. De Schrijver moest zich tevreden stellen met een plaats op de bank en verzamelde zijn eerste A-cap pas op 27 mei 1982. In de laatste oefenwedstrijd voor het WK 1982 in Spanje mocht hij in de basis starten tegen Denemarken. Hij speelde centraal in de verdediging aan de zijde van Luc Millecamps. België verloor met 1-0.
Ook op het WK zelf was De Schrijver erbij. In de openingswedstrijd van het WK speelde België tegen titelverdediger Argentinië. De Schrijver speelde centraal achteraan en belemmerde Diego Maradona en zijn ploegmaats het scoren. De Rode Duivels wonnen verrassend met 1-0 na een doelpunt van Erwin Vandenbergh. Nadien keerde Walter Meeuws terug in de ploeg en viel De Schrijver uit de basiself. In de laatste wedstrijd van het WK was hij opnieuw van de partij. België verloor toen met 0-1 van de Sovjet-Unie. De Schrijver werd na iets meer dan een uur vervangen door Marc Millecamps.
De laatste interland van de blonde verdediger dateert van 15 december 1982. De Schrijver mocht toen in de EK-kwalificatiewedstrijd tegen Schotland net voor het einde invallen voor Vandenbergh.

## Trainer
Na zijn spelerscarrière opende De Schrijver een sportwinkel en ging hij aan de slag als voetbalcoach. Eerst was hij als speler-trainer actief bij Eendracht Zele, later trainde hij ook KMSK Deinze, SK Terjoden-Welle en zijn ex-club Eendracht Aalst.
1 Pfaff ·
2 Gerets  ·
3 L. Millecamps ·
4 Meeuws ·
5 Renquin ·
6 Vercauteren ·
7 Vandereycken ·
8 Van Moer ·
9 Vandenbergh ·
10 Coeck ·
11 Ceulemans ·
12 Custers ·
13 Van der Elst ·
14 Baecke ·
15 De Schrijver ·
16 Plessers ·
17 Verheyen ·
18 Mommens ·
19 M. Millecamps ·
20 Vandersmissen ·
21 Czerniatynski ·
22 Munaron ·
Coach: Thys